# Claudia Marchionni
Claudia Marchionni (Pesaro, 23 marzo 1968) è una giornalista italiana, inviata di Quarto grado.
Maturità classica a Pesaro, a Urbino Facoltà di Lettere e Istituto per la Formazione al giornalismo. Ha cominciato a 19 anni scrivendo per l'edizione pesarese de Il Resto del Carlino. A Mediaset dal 2000, è caporedattrice. Ha lavorato a La Repubblica, La Voce di Montanelli, Mixer, Corriere del Mezzogiorno-Corriere della Sera, Tg5, Matrix, Quarta Repubblica, Buoni o cattivi. 